# Viktor Michl
Viktor Michl (24. ledna 1865 Pozorka – 7. listopadu 1927 Stříbro) byl rakouský a český lékař a politik německé národnosti, na počátku 20. století poslanec Říšské rady.

## Biografie
Vychodil základní školu a gymnázium a vystudoval medicínu. Působil jako lékař. Byl členem obecního výboru a okresního zastupitelstva ve Stříbře. V roce 1919 zasedl ve vedení spolku Bund der Deutschen in Böhmen.
Na počátku 20. století se zapojil i do celostátní politiky. Ve volbách do Říšské rady roku 1907, konaných poprvé podle všeobecného a rovného volebního práva, získal mandát v Říšské radě (celostátní zákonodárný sbor) za obvod Čechy 93. Usedl do poslaneckého klubu Německý národní svaz, v jehož rámci reprezentoval Německou radikální stranu. Mandát obhájil ve volbách do Říšské rady roku 1911 za týž obvod. Zasedal opět za německé radikály v Německém národním svazu. Ve vídeňském parlamentu setrval do zániku monarchie.Profesně byl k roku 1907 uváděn jako městský lékař.
Po válce zasedal v letech 1918–1919 jako poslanec Provizorního národního shromáždění Německého Rakouska (Provisorische Nationalversammlung).
Po vzniku Československa se již politicky neangažoval. Zemřel v listopadu 1927.